# Амбьорн, Ян
Ян Амбьорн — датский физик, являющийся основателем теории причинной динамической триангуляции, или КДТ.

## Биография
Ещё в 1990-х годах Амбьорн начал исследования, пытаясь разработать такую физическую модель, которая бы позволила применить правила и принципы квантовой механики к общей теории относительности и смогла бы стать альтернативой суперсимметрии. Первая из его опубликованных работ вышла в свет в 1998 году и была посвящена решёточной модели. Впоследствии совместно с физиком Ренатой Лолл была разработана теория причинной динамической триангуляции.
Как и любая новая теория, КДТ, предложенная Амбьорном и Лолл, была довольно критически воспринята большинством учёных. Однако при этом привлекли к себе определённое внимание.
По состоянию на 2007 год Амбьорн продолжает исследования в области решёточной теории, струн и квантовой гравитации, матричных моделей и их применения. В настоящий момент Амбьорн является профессором в институте Нильса Бора и университете теоретической физики в Утрехте.
Свои исследования Амбьорн проводил совместно с такими учёными, как Рената Лолл, Фотини Маркопулу, Ежи Юркевич и Ли Смолин.